# Zopetkopf
Der Zopetkopf (3087 m ü. A.) ist ein Berggipfel des Wallhornkamms in der Venedigergruppe in Osttirol (Österreich). Er liegt im Norden des Gemeindegebiets von Prägraten am Großvenediger. Benachbarte Gipfel sind die Zopetspitze im Süden und die Gastacher Wände im Norden.

## Lage
Der Zopetkopf liegt im Norden des Wallhornkamms zwischen der Scheidlscharte (2982 m ü. A.) im Nordosten und der Zopetspitze (3198 m ü. A.) im Süden, wobei der Zopetkopf ein unbedeutender Nebengipfel bzw. der nördliche Eckpunkt des Nordgrats der Zopetspitze ist. Nördlich des Felsrückens befindet sich das Zettalunitzkees mit dem Zettalunitzbach, östlich die Kleinitzalm im hintersten Timmeltal mit dem Eissee. Neben dem zur Zopetspitze führenden Südgrat besteht ein ins Hinterbichler Dorfertal abfallender Westgrat und ein Nordostgrat, der zur Seidlscharte führt.

## Aufstiegsmöglichkeiten
Der Normalweg führt von der Johannishütte östlich hangaufwärts bis zu einer Höhenmarkierung von 2629 Metern. Danach erfolgt der Aufstieg über den begrünten Westkamm zum Gipfel. Ebenso ist ein Aufstieg über die Nordostvariante möglich, die aus der Scheidlscharte über brüchige Wandstufen erfolgt. Beide Varianten (I) wurden bereits von den Erstbesteigern L. Prochaska und H. v. Ficker 1898 begangen. Über den schmalen Südgrat ist vom Zopetkopf in der Folge der Übergang zur Zopetspitze möglich (II).